# Velika nagrada Singapurja 2010
Velika nagrada Singapurja 2010 je petnajsta dirka Svetovnega prvenstva Formule 1 v sezoni 2010. Odvijala se je 26. septembra 2010 na dirkališču Marina Bay Street Circuit. Zmagal je Fernando Alonso, Ferrari, drugo mesto je osvojil Sebastian Vettel, tretje pa Mark Webber, oba Red Bull-Renault.
Fernando Alonso, ki je štartal z najboljšega štartnega položaja, je ob štartu povedel in vodstvo zadržal vse do cilja, tesno pa mu je sledil Sebastian Vettel. V petem krogu je na stezo prvič zapeljal varnostni avto, kar je kot edini dirkač v ospredju izkoristil Mark Webber za menjavo pnevmatik. V nadaljevanju dirke je prehitel več dirkačev, zaradi česar mu je uspelo prehiteti Lewisa Hamiltona in Jensona Buttna, ko sta opravila svoja postanka v boksih. V enainštiridesetem krogu je v boju za tretje mesto Hamilton napadel Webbra, dirkača sta trčila, Hamilton pa je moral odstopiti. Tako je na četrto mesto prišel Jenson Button, na peto pa Nico Rosberg.
Christian Klien, ki je odstopil zaradi okvare hidravličnega sistema, je v moštvu HRT-Cosworth zamenjal Sakona Jamamota in se tako vrnil v Formulo 1 po štirih letih. Pri moštvu Sauber je namesto Pedra de la Rose prvič v sezoni nastopil Nick Heidfeld, ki je sicer pri švicarskem moštvu že dirkal med letoma 2001 in 2003 ter v času moštva BMW Sauber med letoma 2006 in 2009. Heidfeld je odstopil po trčenju v sedemintridesetem krogu.

## Rezultati
* - kazen.

### Kvalifikacije
| Poz | Št | Dirkač             | Konstruktor          | 1. del    | 2. del   | 3. del   | Št. m. |
| --- | -- | ------------------ | -------------------- | --------- | -------- | -------- | ------ |
| 1   | 8  | Fernando Alonso    | Ferrari              | 1:46,541  | 1:45,809 | 1:45,390 | 1      |
| 2   | 5  | Sebastian Vettel   | Red Bull-Renault     | 1:46,960  | 1:45,561 | 1:45,457 | 2      |
| 3   | 2  | Lewis Hamilton     | McLaren-Mercedes     | 1:48,296  | 1:46,042 | 1:45,571 | 3      |
| 4   | 1  | Jenson Button      | McLaren-Mercedes     | 1:48,032  | 1:46,490 | 1:45,944 | 4      |
| 5   | 6  | Mark Webber        | Red Bull-Renault     | 1:47,088  | 1:46,908 | 1:45,977 | 5      |
| 6   | 9  | Rubens Barrichello | Williams-Cosworth    | 1:48,183  | 1:47,019 | 1:46,236 | 6      |
| 7   | 4  | Nico Rosberg       | Mercedes             | 1:48,554  | 1:46,783 | 1:46,443 | 7      |
| 8   | 11 | Robert Kubica      | Renault              | 1:47,657  | 1:46,949 | 1:46,593 | 8      |
| 9   | 3  | Michael Schumacher | Mercedes             | 1:48,425  | 1:47,160 | 1:46,702 | 9      |
| 10  | 23 | Kamui Kobajaši     | BMW Sauber-Ferrari   | 1:48,908  | 1:47,559 | 1:47,884 | 10     |
| 11  | 17 | Jaime Alguersuari  | Toro Rosso-Ferrari   | 1:48,127  | 1:47,666 |          | 11     |
| 12  | 10 | Nico Hülkenberg    | Williams-Cosworth    | 1:47,984  | 1:47,674 |          | 17*    |
| 13  | 12 | Vitalij Petrov     | Renault              | 1:48,906  | 1:48,165 |          | 12     |
| 14  | 16 | Sébastien Buemi    | Toro Rosso-Ferrari   | 1:49,063  | 1:48,502 |          | 13     |
| 15  | 22 | Nick Heidfeld      | BMW Sauber-Ferrari   | 1:48,696  | 1:48,557 |          | 14     |
| 16  | 14 | Adrian Sutil       | Force India-Mercedes | 1:48,496  | 1:48,899 |          | 15     |
| 17  | 15 | Vitantonio Liuzzi  | Force India-Mercedes | 1:48,988  | 1:48,961 |          | 16     |
| 18  | 24 | Timo Glock         | Virgin-Cosworth      | 1:50,721  |          |          | 18     |
| 19  | 19 | Heikki Kovalainen  | Lotus-Cosworth       | 1:50,915  |          |          | 19     |
| 20  | 25 | Lucas di Grassi    | Virgin-Cosworth      | 1:51,107  |          |          | 20     |
| 21  | 18 | Jarno Trulli       | Lotus-Cosworth       | 1:51,641  |          |          | 21     |
| 22  | 20 | Christian Klien    | HRT-Cosworth         | 1:52,964  |          |          | 22     |
| 23  | 21 | Bruno Senna        | HRT-Cosworth         | 1:54,174  |          |          | 23     |
| 24  | 7  | Felipe Massa       | Ferrari              | brez časa |          |          | 24     |

### Dirka
| Poz | Št | Dirkač             | Konstruktor          | Krogi | Čas/Odstop  | Št. m. | Toč |
| --- | -- | ------------------ | -------------------- | ----- | ----------- | ------ | --- |
| 1   | 8  | Fernando Alonso    | Ferrari              | 61    | 1:57:53,579 | 1      | 25  |
| 2   | 5  | Sebastian Vettel   | Red Bull-Renault     | 61    | + 0,293 s   | 2      | 18  |
| 3   | 6  | Mark Webber        | Red Bull-Renault     | 61    | + 29,141 s  | 5      | 15  |
| 4   | 1  | Jenson Button      | McLaren-Mercedes     | 61    | + 30,384 s  | 4      | 12  |
| 5   | 4  | Nico Rosberg       | Mercedes             | 61    | + 49,394 s  | 7      | 10  |
| 6   | 9  | Rubens Barrichello | Williams-Cosworth    | 61    | + 56,101 s  | 6      | 8   |
| 7   | 11 | Robert Kubica      | Renault              | 61    | + 1:26,559  | 8      | 6   |
| 8   | 7  | Felipe Massa       | Ferrari              | 61    | + 1:53,297  | 24     | 4   |
| 9   | 14 | Adrian Sutil       | Force India-Mercedes | 61    | + 2:12,416* | 15     | 2   |
| 10  | 10 | Nico Hülkenberg    | Williams-Cosworth    | 61    | + 2:12,791* | 17     | 1   |
| 11  | 12 | Vitalij Petrov     | Renault              | 60    | +1 krog     | 12     |     |
| 12  | 17 | Jaime Alguersuari  | Toro Rosso-Ferrari   | 60    | +1 krog     | 11     |     |
| 13  | 3  | Michael Schumacher | Mercedes             | 60    | +1 krog     | 9      |     |
| 14  | 16 | Sébastien Buemi    | Toro Rosso-Ferrari   | 60    | +1 krog     | 13     |     |
| 15  | 25 | Lucas di Grassi    | Virgin-Cosworth      | 59    | +2 kroga    | 20     |     |
| 16  | 19 | Heikki Kovalainen  | Lotus-Cosworth       | 58    | Motor       | 19     |     |
| Ods | 24 | Timo Glock         | Virgin-Cosworth      | 49    | Hidravlika  | 18     |     |
| Ods | 22 | Nick Heidfeld      | BMW Sauber-Ferrari   | 36    | Trčenje     | 14     |     |
| Ods | 2  | Lewis Hamilton     | McLaren-Mercedes     | 35    | Trčenje     | 3      |     |
| Ods | 20 | Christian Klien    | HRT-Cosworth         | 31    | Hidravlika  | 22     |     |
| Ods | 23 | Kamui Kobajaši     | BMW Sauber-Ferrari   | 30    | Trčenje     | 10     |     |
| Ods | 21 | Bruno Senna        | HRT-Cosworth         | 29    | Trčenje     | 23     |     |
| Ods | 18 | Jarno Trulli       | Lotus-Cosworth       | 27    | Hidravlika  | 21     |     |
| Ods | 15 | Vitantonio Liuzzi  | Force India-Mercedes | 1     | Trčenje     | 16     |     |